# Giorgio Lamberti
Giorgio Lamberti (ur. 28 stycznia 1969 w Brescii) – włoski pływak specjalizujący się w stylu dowolnym, mistrz świata oraz trzykrotny mistrz Europy.
W 1989 r. został wybrany najlepszym pływakiem w Europie, dzięki sukcesowi, jaki odniósł podczas mistrzostw Europy w Bonn. Lamberti zdobył trzy złote i jeden brązowy medal, a także pobił rekord świata na dystansie 200 m stylem dowolnym uzyskując czas 1:46.69 min. Jego rekord przetrwał 10 lat, lepszy wynik uzyskał Grant Hackett w 1999 r.
W 2004 r. został uhonorowany członkostwem w International Swimming Hall of Fame.

## Rekordy świata
| Data             | Miejsce | Basen      | Konkurencja           | Rezultat    | Status                         |
| ---------------- | ------- | ---------- | --------------------- | ----------- | ------------------------------ |
| 15 sierpnia 1989 | Bonn    | 50 metrowy | 200 m stylem dowolnym | 1:46.69 min | do 23 marca 1998 Grant Hackett |
| 11 lutego 1990   | Bonn    | 25 metrowy | 200 m stylem dowolnym | 1:43.64 min | do 1 kwietnia 1999 Ian Thorpe  |